# 1660

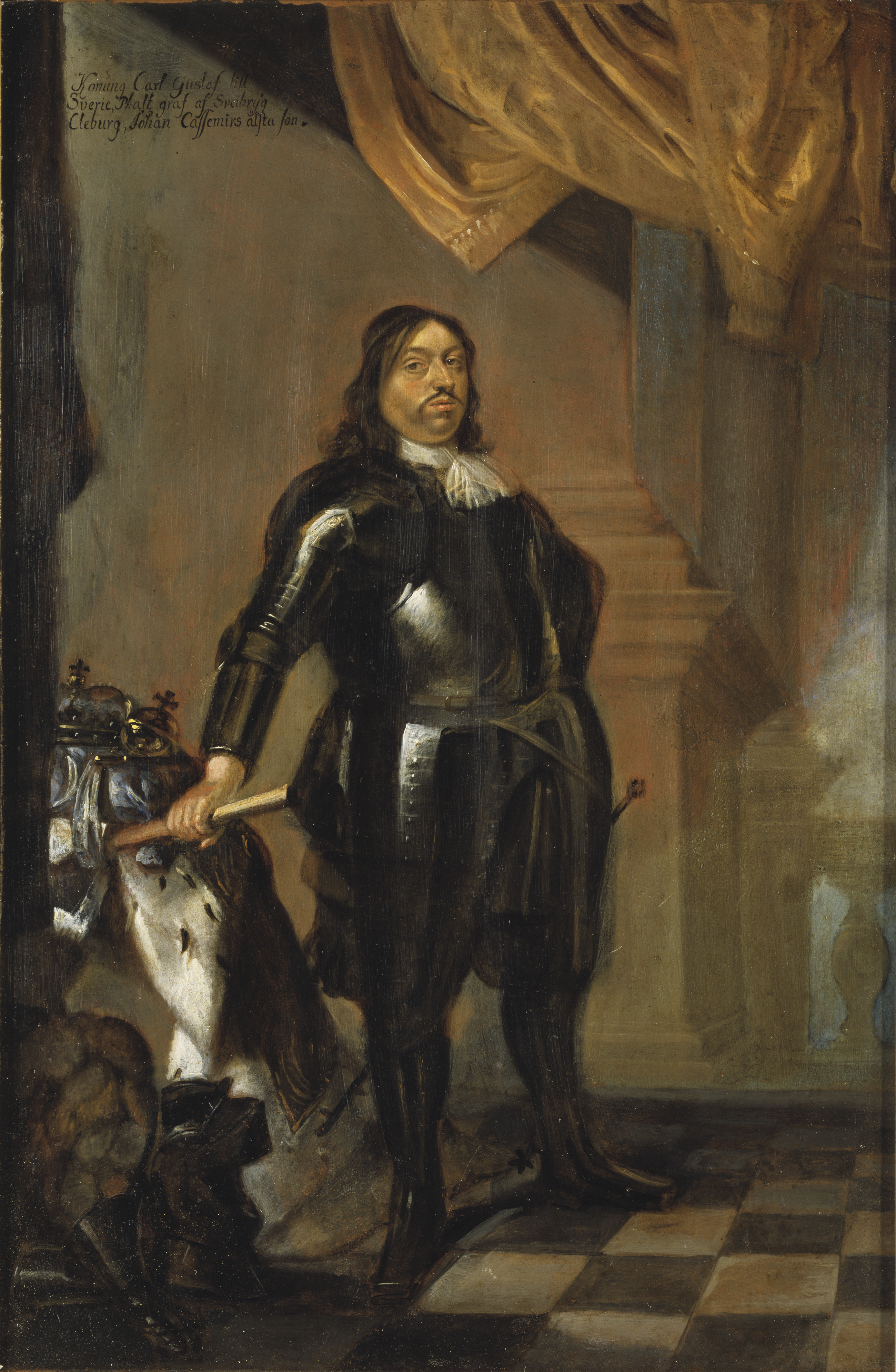
Karel X Gustaaf van Zweden

Het jaar 1660 is het 60e jaar in de 17e eeuw volgens de christelijke jaartelling.

## Gebeurtenissen
januari
- 1 - De commandant van het Engelse leger in Schotland, generaal George Monck, trekt de Tweed over met de bedoeling om de macht over te nemen in Londen.

april
- 4 - Turenne wordt als derde maarschalk in de Franse geschiedenis verheven tot maarschalk-generaal van Frankrijk.

mei
- 2 - Het Engelse Rompparlement stuurt de zwager van generaal Monk, Thomas Clarges, naar Holland om Karel II uit te nodigen naar Londen te komen en de regering te aanvaarden.
- 3 - Ondertekening van de Vrede van Oliva tussen Zweden en Polen, ofwel de protestantse en de katholieke takken van het Huis Wasa.
- 29 - Intocht van Karel II in Londen. Door de opstand van generaal Monck is het bewind van Richard Cromwell omvergeworpen.

juni
- 1 - In de Puriteinse kolonie Massachusetts wordt Mary Dyer opgehangen omdat ze een Quaker is.
- 9 - Lodewijk XIV van Frankrijk trouwt met de Spaanse prinses Maria Theresiaa ter bezegeling van de Vrede van de Pyreneeën. De trouwerij vindt plaats in het Baskische kustplaatsje Saint-Jean-de-Luz.
- 17 - Tweeënhalve week na de intocht van haar broer in Londen houdt de prinses-douarrière Mary met haar negenjarige zoon de prins van Oranje een intocht in Amsterdam. De regenten daar hangen blijkbaar hun huik naar de wind.

september
- 17 - Het voorlopige Engelse parlement neemt een nieuwe scheepvaartwet aan, die net zo nadelig voor Holland en Zeeland is als de Akte van Navigatie van Cromwell.
- 29 - Nadat zij overeenstemming heeft bereikt met de autoriteiten over een commissie tot educatie van haar zoon de erfprins, vertrekt de prinses-gouvernante Mary Stuart uit de marinehaven van Hellevoetsluis terug naar Londen.

oktober
- 4 - De stad Amsterdam koopt het eiland Urk van Johan van de Werve met de bedoeling er een vuurbaak te bouwen voor de VOC-schepen.

november
- 16 - Een Nederlandse delegatie biedt in Londen de Dutch Gift, een aantal schilderijen van Hollandse meesters, aan de nieuwe koning Karel II aan.
- 28 - Oprichting van de Royal Society.

december
- 1 - De Staten van Holland stellen de commissie aan ter educatie van prins Willem III van Oranje-Nassau, "het kind van staat". Ze bestaat uit Lodewijk van Nassau-Beverweerd, Cornelis de Graeff, Johan de Witt, Nanning van Foreest, Kornelis van Beveren en Wigbolt van der Does. Raadspensionaris Johan de Witt komt steeds meer onder druk de opvolging van Willem III weer mogelijk te maken, onder andere ook van de kant van diens oom Karel II van Engeland.
- 24 - In Londen sterft prinses Mary aan pokken.

zonder datum
- Robert Boyle stelt zijn wet op waarin hij het verband legt tussen het volume en de druk van een gas.
- Bij de veenafgravingen op de grens van Friesland, Groningen en Drenthe ontstaat het dorp Bakkeveen.
- De lutherse dominee Johan Picardt publiceert een geschiedenis van Drenthe onder de titel Antiquiteiten of Annales Drenthiae. Daarin veel ruimte voor reuzen, duivels en witte wyven.

## Beeldende kunst

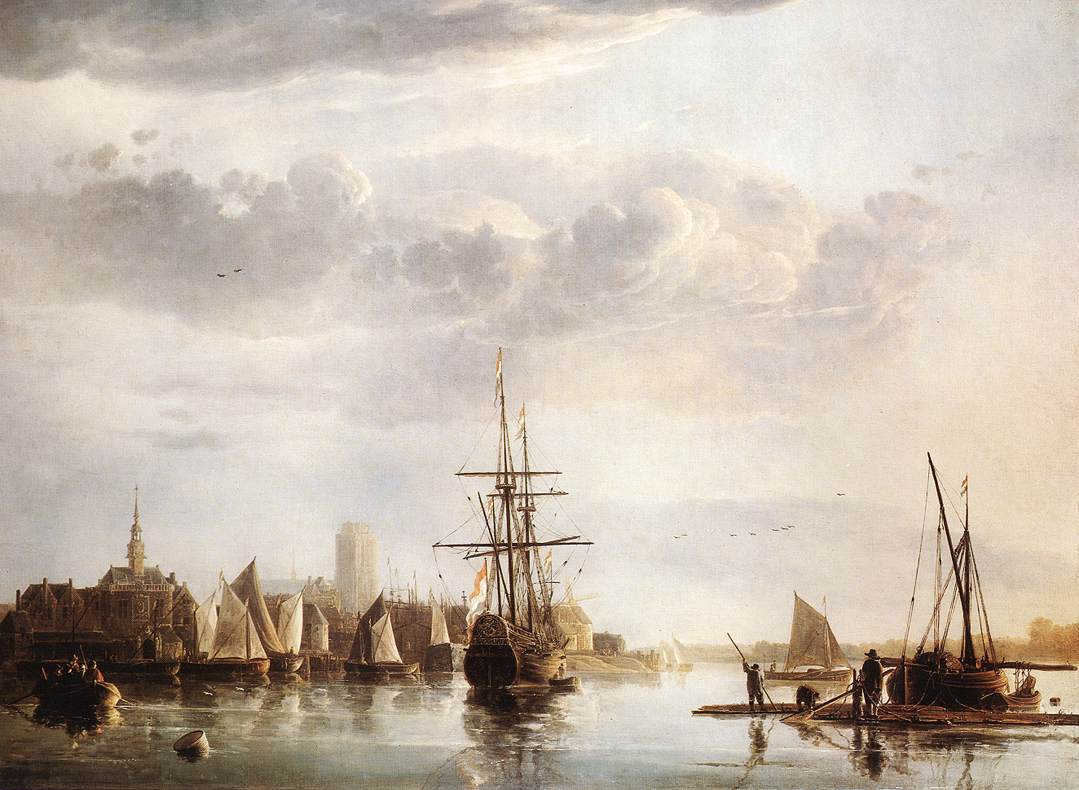
Aelbert Cuyp: Gezicht op Dordrecht (ca. 1660) Albert Cuyp
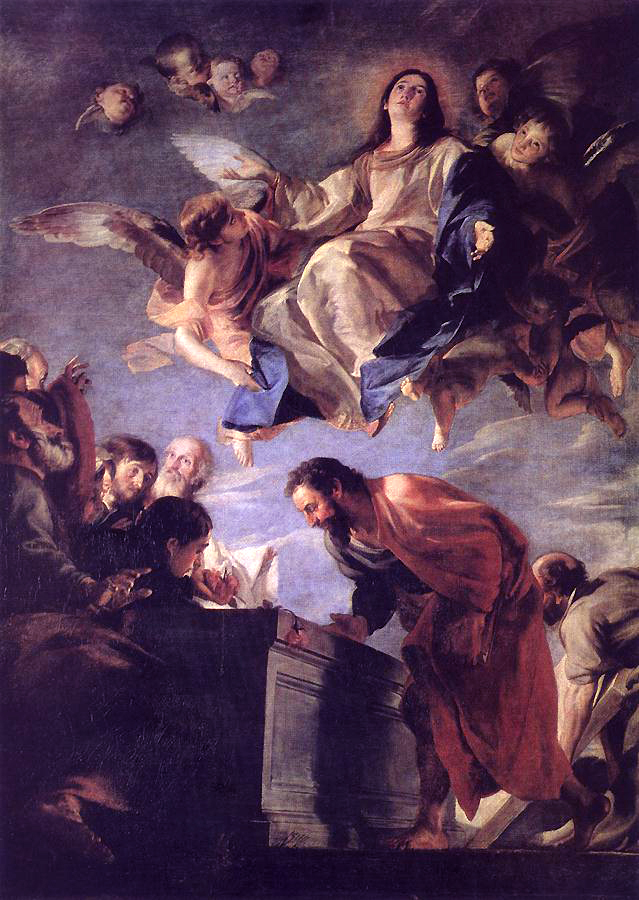
Hemelvaart van Maria (ca. 1660) Mateo Cerezo, Museo del Prado
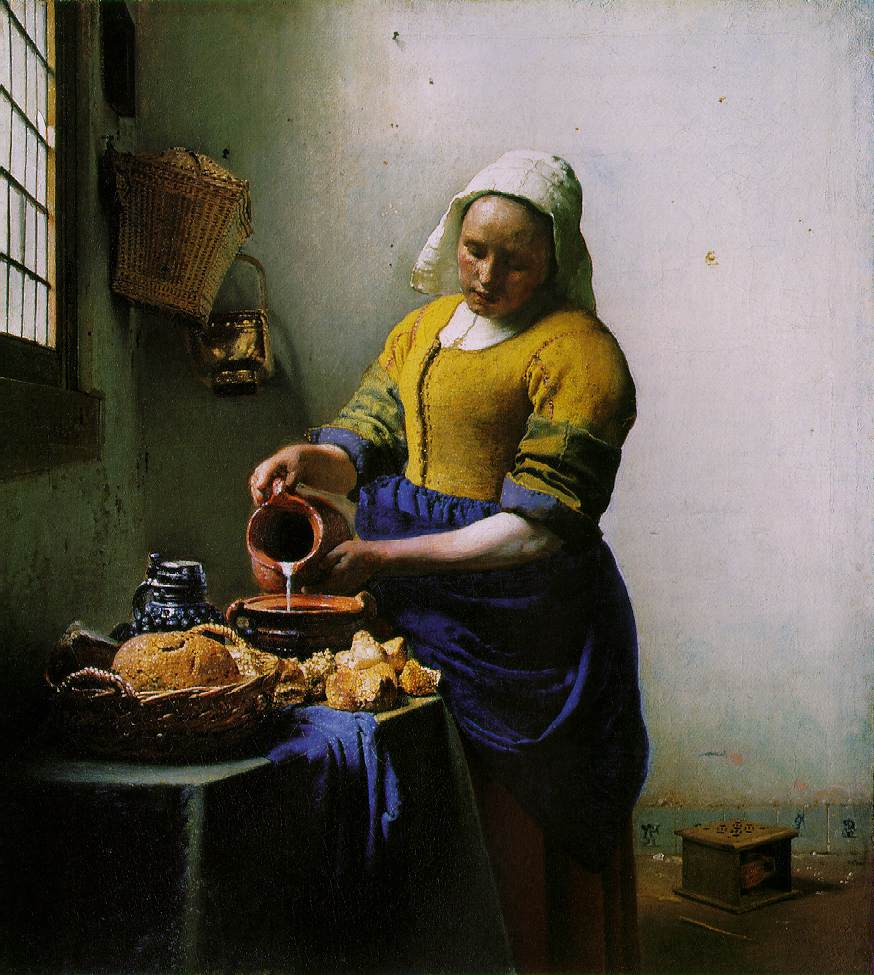
Het Melkmeisje (ca. 1660) Johannes Vermeer, Rijksmuseum

## Bouwkunst

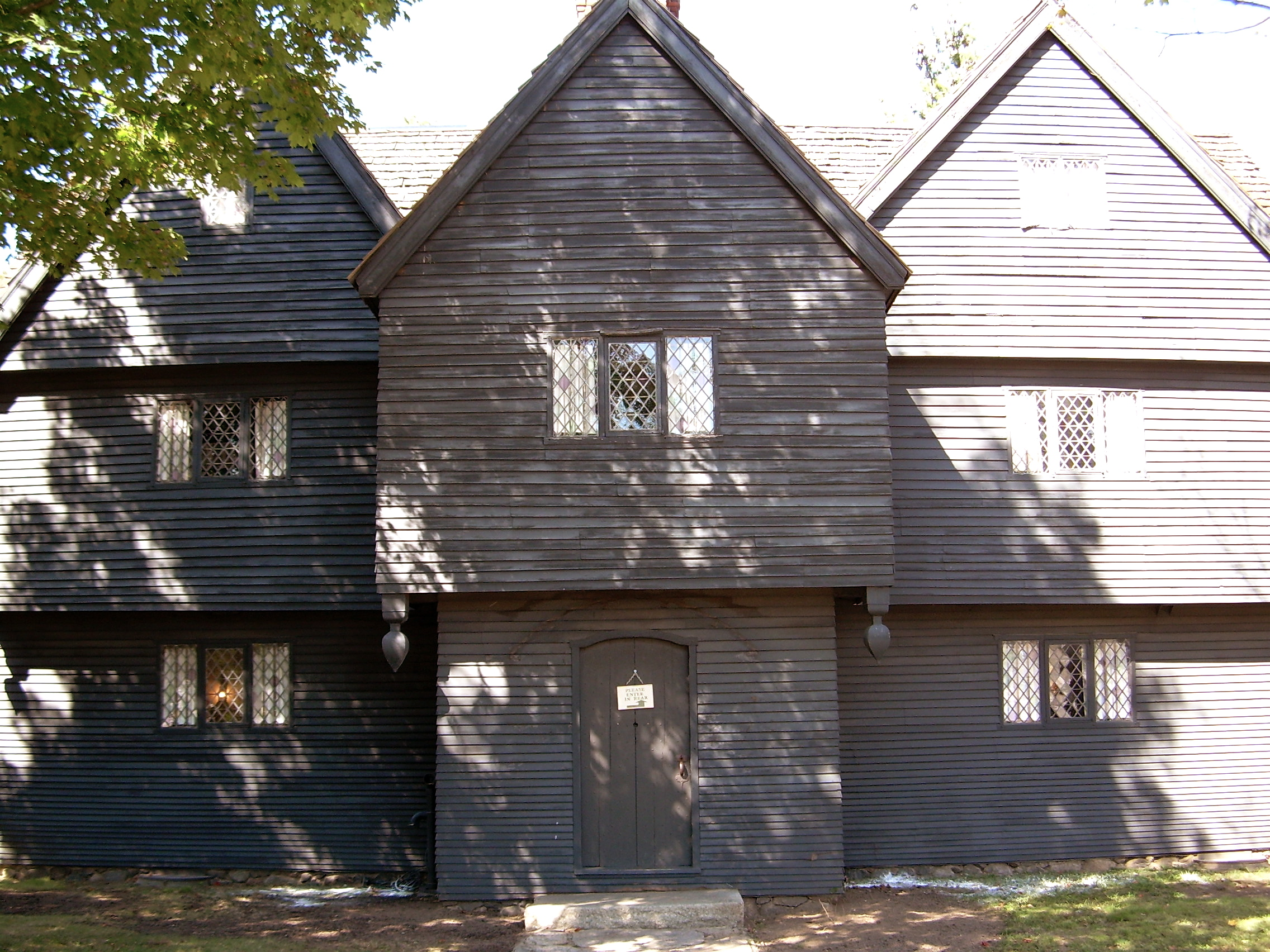
Judge Corwin House Salem MA, USA (ca. 1660)

## Geboren
maart
- 28 - George I, koning van Groot-Brittannië en Ierland
- 28 - Arnold Houbraken, Nederlands kunstschilder en schrijver (overleden 1719)

april
- 6 - Johann Kuhnau, Duits componist, organist en klavecinist (overleden 1722)

mei
- 2 - Alessandro Scarlatti, Italiaans componist (overleden 1725)
- 29 - Sarah Churchill, Hertogin van Marlborough

datum onbekend
- André Campra, Frans componist en sous-maître van de Chapelle royale (overleden 1744)
- Daniel Defoe, Engels schrijver (overleden 1731)
- Johann Joseph Fux, Oostenrijks componist, muziektheoreticus en muziekpedagoog (overleden 1741)
- Johan Schenck, Nederlands/Duits componist (overleden ca. 1712)

## Overleden
januari
- 16 - Peter Wtewael (63), Nederlands kunstschilder

februari
- 2 - Govert Flinck, Nederlands kunstschilder
- 13 - Karel X Gustaaf van Zweden (37), koning van Zweden

juni
- 10 - Étienne de Flacourt (53), Frans wetenschapper en gouverneur van Madagaskar

september
- 12 - Jacob Cats, Nederlands dichter, jurist en politicus (raadpensionaris)

december
- 24 - Maria Henriëtte Stuart (29), gemalin van stadhouder Willem II van Oranje